# Gujar
Gujar (nep. गजुर) – gaun wikas samiti w zachodniej części Nepalu w strefie Mahakali w dystrykcie Baitadi. Według nepalskiego spisu powszechnego z 2011 roku liczył on 565 gospodarstw domowych i 2795 mieszkańców (1563 kobiety i 1232 mężczyzn).